# Serigne Moctar Koïta
Mélo Ndiaye, né le 1er février 1996 à Dakar, est un footballeur sénégalais qui joue au poste de meneur de jeu à ASC Jaraaf.

## Biographie
Serigne Moctar Koïta est un footballeur international sénégalais né le 1 février 1996 à Dakar qui évolue au poste de meneur de jeu. Il a commencé sa carrière à l'US Gorée où il évolue pendant plusieurs saisons. Par la suite, il rejoint le Teungueth FC en novembre 2021. Avec le club de Rufisque, Serigne Moctar Koïta réussi à remporter toutes les trophées sur trois saisons. En juillet 2024, Serigne Moctar Koïta rejoint le club le plus titré du championnat sénégalais ASC Jaraaf pour un contrat de deux ans.

## Palmarès

### En club
Teungueth FC 
- Championnat du Sénégal (1)
  - Champion : 2024
- Coupe de la Ligue sénégalaise (1)
  - Vainqueur : 2022.
- Trophée des champions (1)
  - Vainqueur : 2023

 ASC Jaraaf
- Championnat du Sénégal (1)
  - Champion : 2025
- Coupe du Sénégal
  - Finaliste : 2025

### En sélection
Sénégal
- Championnat d'Afrique des nations (1) :
  - Vainqueur en 2022